# Cimitero di Karacaahmet
Il cimitero di Karacaahmet (in turco Karacaahmet Mezarlığı) è un cimitero storico di 700 anni, situato a Üsküdar, sulla sponda asiatica di Istanbul. Il cimitero di Karacaahmet è il più antico di Istanbul e, con i suoi 3,0 km2, è il più grande luogo di sepoltura della Turchia.
Il cimitero prende il nome da un guerriero compagno di Orhan I, secondo sultano ottomano, e si ritiene sia stato fondato a metà del XIV secolo. Si stima che oltre un milione di persone siano sepolte gratuitamente nel cimitero.
Il cimitero di Karacaahmet comprende 12 lotti, ciascuno dedicato a diversi gruppi religiosi. Sono ancora visibili molte lapidi storiche con iscrizioni scritte nell'alfabeto turco ottomano, una versione dell'alfabeto arabo. Il terreno di sepoltura è coperto da alti cipressi.
All'interno del cimitero si trova il santuario di Karaca Ahmet Sultan, medico del XIII secolo e santo dei Bektashi, una tariqah dell'Islam. Ci sono anche molte altre tombe storiche e masjid (parola araba che indica le moschee), costruite durante il periodo ottomano.
I lavori di scavo del tunnel per il progetto Marmaray hanno causato pochi danni, poiché nel giugno 2007 si è verificata una depressione di 1,5 m di diametro e 4 m di profondità vicino al muro del cimitero. È stato dichiarato che alcune tombe sono state danneggiate.

## Sepolture di rilievo
L'elenco è ordinato in base all'anno di morte.

### Storici
- Sheikh Hamdullah (1436–1520), calligrafo
- Benderli Ali Pascià (? - 1821), gran visir del sultano Mahmud II
- Jamaluddin al-Kumuki (1788-1869), uno shaykh della tariqa Naqshbandi e parente dell'Imam Shamil
- Mehmed Rauf Pascià bin Abdi Pascià (1832 - 1908), Serraschiere ottomano e Vali

### Anni 40 del XX secolo
- Kaçı Vehip Pascià (1877–1940), generale Ottomano
- Ali bey Huseynzade[2] (1864-1940), scrittore, pensatore, filosofo, artista e medico azero, creatore della moderna bandiera dell'Azerbaigian.[3]

### Anni 50 del XX secolo
- Mehmet Esat Bülkat (1862-1952), Generale ottomano e comandante supremo della Campagna di Gallipoli
- Reşat Nuri Güntekin (1889–1956), scrittore
- Cafer Tayyar Eğilmez (1877–1958), ufficiale dell'esercito ottomano e generale dell'esercito turco
- Osman Zeki Üngör (1880–1958), compositore, primo direttore dell'Orchestra Sinfonica Presidenziale
- Süleyman Hilmi Tunahan un influente studioso islamico e maestro naqshbandi, i cui presunti seguaci sono indicati come Süleymancılar

### Anni 60 del XX secolo
- Safiye Erol (1902–1964), scrittrice
- Fikret Mualla Saygı (1903–1967), pittore

### Anni 70 del XX secolo
- Nejdet Sançar (1910–1975), scrittore nazionalista e ideologo
- Nihal Atsız (1905–1975), scrittore nazionalista, ideologo, romanziere, poeta e filosofo

### Anni 80 del XX secolo
- Burhan Felek (1889–1982), giornalista
- Oktay Rifat Horozcu (1914–1988), poeta
- Ömer Boncuk (1917–1988), calciatore ed insegnante di scuola superiore

### Anni 90 del XX secolo
- Hamiyet Yüceses (1915–1996), cantante donna di musica classica ottomana

### Anni 2000
- Cem Karaca (1945–2004), musicista rock
- Nezihe Viranyalı (1925–2004), aviatrice
- Arif Mardin (1932–2006), produttore musicale turco-americano
- Nükhet Ruacan (1951–2007) cantante jazz donna
- Mustafa Şekip Birgöl (1903–2008), colonnello in pensione e ultimo veterano della Guerra d'indipendenza turca
- Saadet İkesus Altan (1916–2007), cantante lirica donna, vocal coach e regista d'opera
- Fazıl Hüsnü Dağlarca (1914–2008), poeta
- Gazanfer Özcan (1931–2009), attore

### Anni 10 del XXI secolo
- Verda Ün (1919–2011), pianista classica donna
- Esin Afşar (1936–2011), cantante e attrice teatrale
- Sait Maden (1931–2013), traduttore, poeta, pittore e grafico
- Muzaffer Tekin (1950–2015), capitano, veterano dell'operazione di pace di Cipro
- Oktay Sinanoğlu (1935–2015), chimico teorico
- Tahsin Şahinkaya (1925–2015), Generale dell'aeronautica e uno dei cinque leader del colpo di stato militare del 1980
- Halit Akçatepe (1939-2017), attore
- İbrahim Erkal (1966–2017), cantautore
- Can Bartu (1936–2019), giocatore di basket, calciatore ed editorialista
- Süleyman Turan (1936–2019), attore teatrale e cinematografico,
- Yaşar Büyükanıt (1940–2019), ex Capo di Stato Maggiore delle Forze Armate turche